# Kasteel van La Pommerie
Het Kasteel van La Pommerie (Frans: Château de la Pommerie) is een kasteel in Cendrieux in de Franse gemeente Val de Louyre et Caudeau. Het kasteel is een beschermd historisch monument sinds 2002.